# Zapalnik kontaktowy
Zapalnik kontaktowy – zapalnik stosowany w rakietach, minach, torpedach, bombach, amunicji artyleryjskiej itp. przeznaczony do wywoływania detonacji materiału wybuchowego, działający pod wpływem bodźców mechanicznych (nacisk, odciążenie, uderzenie, złamanie itp.).
Należą do nich zapalniki mechaniczne, elektryczne i chemiczne. W zależności od czasu zadziałania wyróżniamy zapalniki o działaniu natychmiastowym, bezwładnościowym, ze zwłoką oraz wielonastawowe.